# Силахдар Сулейман-паша
Силахдар Сулейман-паша (тур. Silahdar Süleyman Paşa; ? — 1715, Родос) — османский государственный деятель, великий визирь Османской империи (12 ноября 1712 — 4 апреля 1713).

## Биография
По национальности — абазин. Получил образование в Эндеруне. В 1705 году Силахдар Сулейман-паша был назначен губернатором Халеба, а затем Османской Сирии. Он также служил на острове Эвбея в Османской Греции и на Кипре. В 1709 году он был повышен до высшего судебного писаря — нишанджы.
12 ноября 1712 года Силахдар Сулейман-паша был назначен великим визирем Османской империи. главной дипломатической проблемой в период его пребывания на этом посту была судьба шведского короля Карла XII, проживавшего в османских владениях после поражения от русских войск в Полтавской битве (1709). Когда Карл XII отказался вернуться в Швецию, Сулейман-паша перенес его резиденцию из Бендер в Османской Молдавии в Дидимотихон в Османской Греции. Но османский султан Ахмед III не одобрил эту политику по отношению к гостю империи.
4 апреля 1713 года Силахдар Сулейман-паша был уволен с поста великого визиря. Хотя затем он был назначен капудан-пашой, великим адмиралом османского флота, его обвинили в коррупции, и в ноябре 1713 года он был сослан на остров Кос в Османской Греции. Но сразу после прибытия на остров он был помилован и назначен губернатором Крита. 4 октября 1714 года он был переведен на должность губернатора острова Родос. Но когда Силахдар Сулейман-паша прибыл на остров Родос, он узнал, что был отстранен от должности и получил приказ оставаться в ссылке на острове Родос. В октябре 1715 года он обезглавлен по приказу султана.